# Bulbophyllum pallens
Bulbophyllum pallens là một loài phong lan thuộc chi Bulbophyllum.